# Hünensteine I + II bei Damme
Bei den Großsteingräbern Hünensteine I + II bei Damme, auch Hünengrab Neuenwalde I + II genannt, handelt sich um neolithische Ganggräber mit den Sprockhoff-Nr. 978 und 979. Sie entstanden zwischen 3500 und 2800 v. Chr. und sind Megalithanlagen der Trichterbecherkultur (TBK).

## Lage
Die Hünensteine liegen südwestlich von Damme, nahe der L846 Osnabrück – Damme zu beiden Seiten der dort abzweigenden K277 (nach Ossenbeck), im niedersächsischen Landkreis Vechta.

## Beschreibung

### Hünensteine I
Die sehr gut erhaltene Emsländische Kammer der Hünensteine I ist Ost-West orientiert. Ihre elf Trag- und die vier Decksteine sind, zumeist in situ, vorhanden. Die Kammerlänge beträgt 8,5 Meter. Ihre lichte Weite liegt in der Mitte bei drei Metern. An den Enden beträgt sie 2,5 Meter im Westen und 2,0 Meter im Osten. Ein einzelner Stein an der Südseite markiert vermutlich den Rest des Zugangs. Die Anlage hat keine Einfassungssteine mehr. Es dürfte sich bei ihr um die Anlage de Hynnekamper Stene handeln, an denen das Amt Vechta früher endete. Als solche wird die Anlage 1464 als erstes Megalithgrab überhaupt, im „Oldenburgischen“ erwähnt. 1884 wurde das Grab vom Oldenburgischen Landesverein für Altertumskunde gekauft. Die erste offizielle Untersuchung der Megalithanlage erfolgte im Jahre 1807 durch den Grafen Münster.

### Hünensteine II

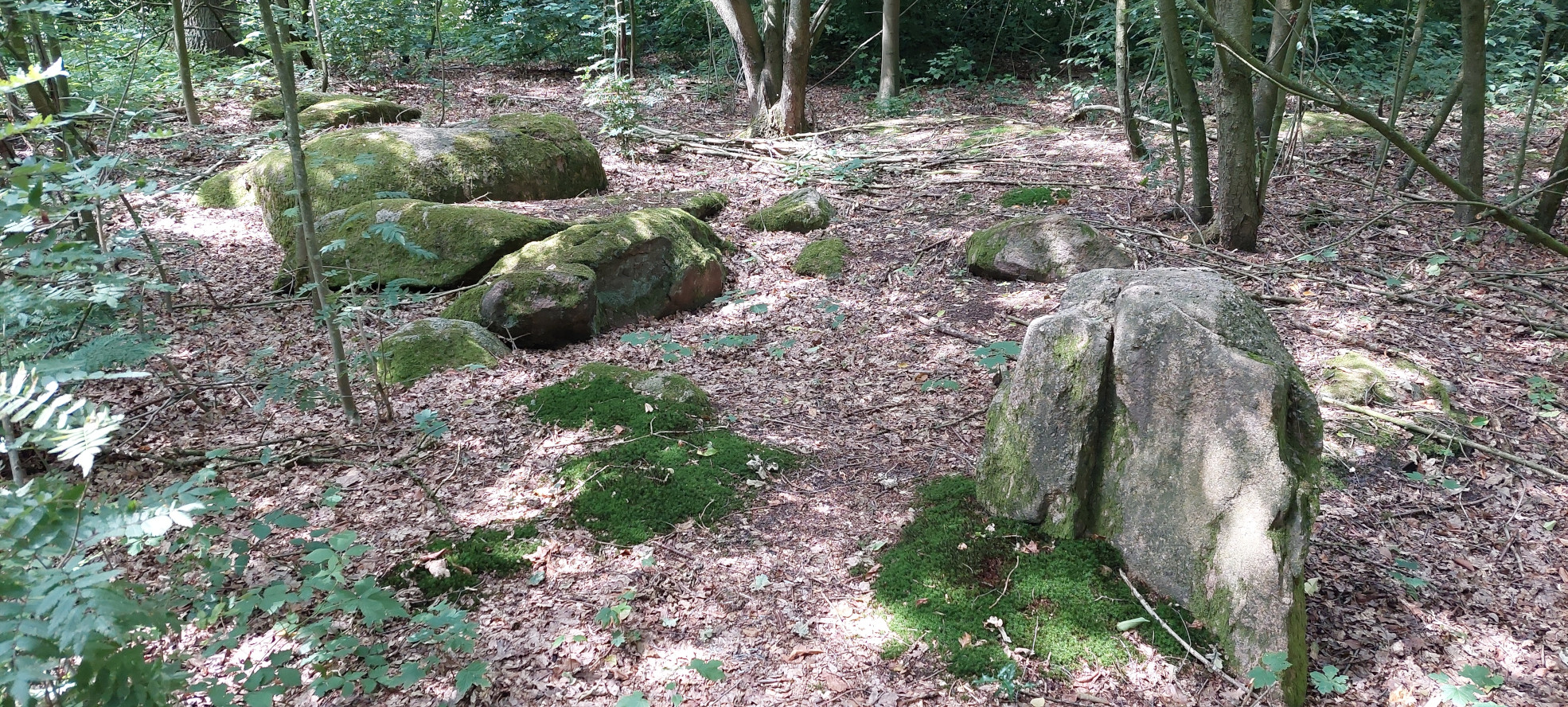
Die Hünensteine II in Damme im Juli 2022

Das ruinierte Großsteingrab liegt auf einem Friedhof. Die Emsländische Kammer ist in den Boden eingetieft. Man sieht nur einige Deck- und Tragsteine und Reste des Hügels. Die Grabanlage war laut Sprockhoff ursprünglich fast 30 Meter lang. Ihre Reste sind noch 19 Meter lang und etwa 1,6 Meter breit. Der Abschlussstein im Westen ist vorhanden, der östliche fehlt. Als der Friedhof in Planung war, fand die letzte Untersuchung des Grabes (1967) statt. Damals zählte man fünf Deck- und 14 Tragsteine. Es fehlen alle Steine des Ganges, während noch zwei Einfassungssteine nachzuweisen waren.